# Vicky Leandros
Vicky Leandros, vlastním jménem Vassiliki Papathanassiou, provdaná von Ruffin (* 23. srpna 1949 Paleokastritsa), je zpěvačka řeckého původu.
Narodila se na ostrově Korfu v roce 1949. Jejím otcem byl hudební skladatel Leo Leandros. Od roku 1958 žila rodina v Německu, kde se Vicky věnovala hudbě a tanci. V roce 1965 debutovala singlem „Messer, Gabel, Schere, Licht“ a o rok později vydala první album Songs und Folklore. V roce 1967 reprezentovala Lucembursko na Eurovision Song Contest se skladbou „L'amour est bleu“ a obsadila čtvrté místo; v roce 1972 soutěž vyhrála s písní „Après toi“. V letech 1968 a 1974 získala německou televizní cenu Goldene Europa, v roce 1971 jí byla udělena bronzová růže na festivalu v Montreux. Zpívá řecky, německy, anglicky, francouzsky, nizozemsky a španělsky; úspěšně koncertovala v Evropě, USA i Japonsku. Spolupracovala s Mikisem Theodorakisem, Johnny Hallydayem nebo skupinou Scooter. Ve své kariéře prodala 55 milionů nahrávek.
V roce 2006 byla zvolena do městské rady v Pireu za Panhelénské socialistické hnutí. Zastávala funkci místostarostky do roku 2008, kdy rezignovala; jako důvod uvedla obtížné časové skloubení pěvecké a politické kariéry. Za charitativní činnost byla v Řecku zvolena Ženou roku, v roce 2011 jí byl udělen Řád za zásluhy Lucemburského velkovévodství.